# Ломонос трёхцветковый
Ломоно́с трёхцветко́вый (лат. Clématis terniflóra) — многолетнее растение, вид рода Ломонос (Clematis) семейства Лютиковые (Ranunculaceae).

## Ботаническое описание
Полувечнозелёное лазящее растение с одревесневающими стеблями, листовые черешки и оси листа могут цепляться и обвивать ветви растений и другие опоры, играя роль усиков.
Листья супротивные, блестящие, состоят из 3—5(7) листочков, на черешках 2,5—4,5 см длиной. Листочки яйцевидные или узкояйцевидные, 2,5—8 см длиной и 1—4 см шириной, в основании закруглённые, сердцевидные или ширококлиновидные, острые или тупые, цельнокрайные, бумажистые до тонкокожистых, с обеих сторон редковолосистые, вскоре оголяющиеся.
Цветки собраны в многоцветковые пазушные и конечные щитки, 1,4—3 см в диаметре, на цветоножках 0,5—3 см длиной, общий цветонос 1—7 см длиной. Прицветники линейные до продолговатых, 1—5 см длиной. Часто помимо обоеполых цветков в соцветии имеются тычиночные цветки. Чашелистики лепестковидные, в числе четырёх, белые, продолговатые до обратнояйцевидно-продолговатых, 5—22 мм длиной и 2—6 мм шириной. Тычинки 3—7 мм длиной, голые, в количестве около 50.
Многоорешек из 5—10 орешков. Орешки 4—9×2,5—6 мм, с прижатоопушённым сохраняющимся стилодием до 6 см длиной.

## Экология и распространение
Естественный ареал — Сибирь и Восточная Азия, где ломонос встречается по лесным опушкам, на поросших травой холмах.
Завезён в Северную Америку и Новую Зеландию, где дичает и представляет опасность в качестве инвазивного вида. Может достигать почти 10 м в высоту и препятствовать росту деревьев, а также оплетать телефонные линии.

## Значение и применение
Декоративное растение с ароматными белыми цветками, однако в некоторых регионах является инвазивным видом.
Хороший пыльценос и второстепенный медонос. Его отлично посещают пчёлы для сбора пыльцы и нектара. Продуктивность пыльцы цветком 4,1—6,1 мг. Нектаропродуктивность 100 цветков 17,0 мг сахара.

## Таксономия и систематика

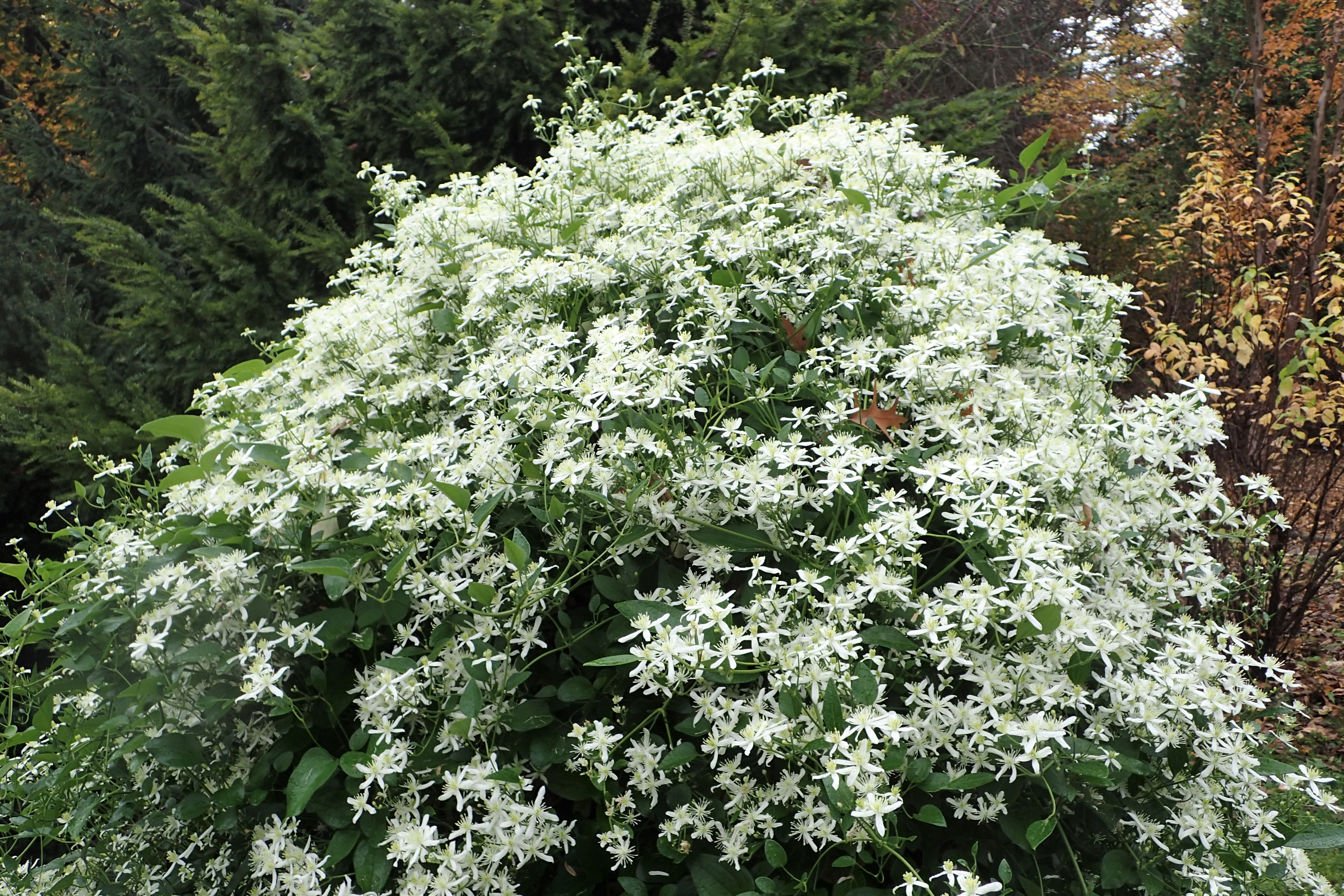
Clematis terniflora в ботаническом саду Люблина

### Синонимы
- Clematis dioscoreifolia H.Lév. & Vaniot, 1909 — Ломонос диоскореелистный
- Clematis dioscoreifolia var. robusta (Carrière) Rehder, 1945
- Clematis flammula var. robusta Carrière, 1874
- Clematis garanbiensis Hayata, 1920
- Clematis liaotungensis Kitag., 1938
- Clematis manshurica Rupr., 1857 — Ломонос маньчжурский
- Clematis maximowicziana Franch. & Sav., 1878 — Ломонос Максимовича
- Clematis maximowicziana var. robusta (Carrière) Nakai, 1953
- Clematis paniculata Thunb., 1794, nom. illeg. — Ломонос метельчатый
- Clematis paniculata var. denticulata Nakai, 1939
- Clematis paniculata var. dioscoreifolia (H.Lév. & Vaniot) Rehder, 1920
- Clematis parviloba var. maximowicziana (Franch. & Sav.) Kuntze, 1885
- Clematis recta f. lancifolia Nakai, 1909
- Clematis recta subsp. paniculata Kuntze, 1885
- Clematis recta var. koreana Nakai, 1909
- Clematis recta var. mandshurica (Rupr.) Maxim., 1876